# Final Software
Final Software, a.s. byla softwarová společnost zaměřena na vývoj a implementaci vlastního informačního systému FortIS, programování a implementaci manažerských informačních systémů a provádění studií proveditelnosti.

## Historie

### TH'final
Společnost Final Software vznikla přeměnou ze společnosti TH'final, která byla založena 5. března 1992 jako TH system Havířov. V roce 1994 došlo ke změně názvu na TH'final. Od vzniku společnosti bylo sídlo v Havířově, části Bludovice, ul. Okrajová 4 (areál Merkur, budova C, 8. a 9. patro).
TH'final měl tři společníky: Martina Šályho (vklad 105 000 Kč), Romana Danela (vklad 105 000 Kč) a TH' system (vklad 210 000 Kč).
V roce 1992 byl realizován projekt VP1.1, tedy komplexní lS pro velkoobchodní společnosti, rozšíření činností o dodávku technických a systémových řešení. V letech 1992 a 1993 došlo k implementaci ekonomických a obchodních IS, výběru vývojového prostředí a nastavení projektového řízení. V roce 1993 bylo pro vývoj FortIS zvoleno prostředí Uniface, a byl zahájen vývoj. V roce 1994 byl FortIS prezentován na veletrhu Invex. V roce 1995 byla realizována předběžná integrace FortIS-KISVF (ekonomický systém FortIS + výrobní systém KISVF od SOFSED Sedlčany). Došlo ke strategickému zaměření na realizaci integrovaného informačního toku (IIT), společnost se prezentovala na veletrhu Invex a Unix Salon, zde na stáncích DELTAX Systems, SOFSED Sedlčany a INCAD. Ve spolupráci se společností Microsoft byl FortIS prezentován na červnové akci „Microsoft Backoffice: lnformation solution“, kde bylo prezentováno propojení FortIS s produkty BackOffice (MS SQL Server a MS Office).

### Final Software
19. prosince 1995, na základě rozhodnutí valné hromady společnosti TH'final, byla tato společnost zrušena bez likvidace. Název a právní forma nové společnosti byla Final Software, a. s. Jmění, práva, pohledávky a závazky zrušené společnosti přešly dnem zápisu 2. května 1996) na tuto akciovou společnost.

### Zánik společnosti
Dne 1. listopadu 1996 valná hromada rozhodla o likvidaci společnosti Final Software. Důvodem bylo předlužení. V dubnu 1997 byl u Krajského obchodního soudu v Ostravě podán návrh na zahájení konkurzního vyrovnání. Likvidovaná společnost ukončila činnost se ztrátou 3 235 000 Kč. 30. září 1999 byl zamítnut návrh na prohlášení konkursu pro nedostatek majetku. Na základě návrhu likvidátora byla společnost dne 3. května 2003 vymazána z obchodního rejstříku.

### Pokračování vývojového týmu a dalších zaměstnanců společnosti
Zástupci majoritního akcionáře, společnosti TH' system, zahájili na podzim 1996 jednání s několika subjekty (investory) o převzetí aktivit Final Software. Výsledkem byla dohoda s plzeňskou společností CCA Group, která převzala vývojový tým, oddělení Hot-Line, obchodní a marketingové oddělení, provozní úsek. Ředitel společnosti Final Software, Martin Šály, přešel do společnosti Electronic Data Systems, část vývojového týmu do IT oddělení společnosti BOCHEMIE, kde pokračovala v údržbě systému FortIS.

Po přechodnou dobu byli ostatní zaměstnanci převedeni pod společnost CCA. Dne 3. února 1997 vznikla společnost CCA Slezsko s.r.o. (IČ: 25365347), jako 100% dceřiná společnost. Do působnosti CCA Slezsko patřilo: akvizice nových (podnikové systémy, zakázkový vývoj) a podpora stávajících zákazníků (podnikové systémy, Ministerstvo spravedlnosti). 

## Produkty a služby společnosti

### FortIS
FortIS byl určen k vedení ekonomických agend středních a velkých podniků. K základním modulům patřilo: účetnictví, fakturace, vedení pokladny a bankovních účtů, majetek. Byly vyvíjeny interface pro přenos dat do a z: výrobního systému AROP od firmy Radim Lhoták - APL Praha a SOFSED Sedlčany spol. s r.o., personalistiky Peodesy od firmy MICRODATA - MANAGEMENT s.r.o.
| Vývojové prostředí | Podporovaný HW      | OS serverů     | Relační databáze                        | OS pracovních stanic                           | Síťová architektura |
| ------------------ | ------------------- | -------------- | --------------------------------------- | ---------------------------------------------- | ------------------- |
| Uniface            | IBM PC kompatibilní | Novell NetWare | Microsoft SQL Server                    | Windows 3.1; Windows 95                        | klient–server       |
| Uniface            | IBM PC kompatibilní | Windows NT 3.1 | Microsoft SQL Server                    | Windows 3.1; Windows 95                        | klient–server       |
| Uniface            | IBM RS/6000         | AIX            | DB2                                     | Windows 3.1; Windows 95 s emulátorem terminálu | klient–server       |
| Uniface            | HP 9000 (RISC)      | HP-UX          | Informix Oracle DBMS Sybase SQL Server. | Windows 3.1; Windows 95 s emulátorem terminálu | klient–server       |
| Uniface            | Digital Alpha       | OpenVMS        | Informix Oracle DBMS Sybase SQL Server. | Windows 3.1; Windows 95 s emulátorem terminálu | klient–server       |
| Uniface            | IBM AS/400          | OS/2, OS/400   | SQL/400                                 | Windows 3.1; Windows 95 s emulátorem terminálu | klient–server       |

### Exekutivní informační systémy (EIS)
Ve spolupráci s kanadskou společností Speedware Corporation Inc., resp. českou pobočkou Speedware s.r.o., byly v programovacím prostředí Media vyvíjeny exekutivní informační systémy (EIS). Tyto systémy nástavby prostřednictvím vícerozměrné (multidimenzionální) tabulky umožňovaly manažerům a expertním uživatelům různé pohledy na ekonomické vstupy a výstupy. Data byla čerpána nejen z IS Fortis, ale i jiných informačních systémů.
| Vývojové prostředí | Podporovaný HW      | OS serverů | OS pracovních stanic    | Relační databáze | Síťová architektura |
| ------------------ | ------------------- | ---------- | ----------------------- | ---------------- | ------------------- |
| Media              | IBM PC kompatibilní | -          | Windows 3.1; Windows 95 | -                | stand-alone         |

### Realizace integrovaného informačního toku (IIT)
Provádělo se:
- úvodní studie integrovaného informačního toku (IIT), vč. metodické podpory všech subsystémů (ekonomika, výroba, marketing, obchod, manažerské informace, pracovní roky),
- komplexní implementace llT s využitím vlastního FortIS, FortIS MR a FortIS Flow,
- údržba a technická podpora IIT.[7]

### Systémová integrace informačních technologií
Základem bylo:
- projektové řízení a koordinace řešení,
- dodávka serverů a stanic RISC, IBM PC kompatibilní,
- dodávka přídavných zařízení a realizace komunikací,
- instalace a odladění operačního systému, sítí, databázových systémů (HW, SW),
- realizace kancelářského prostředí s napojením programových komponent ze sortimentu firmy Microsoft a IBM / Lotus.[7]

### Studie proveditelnosti informačního systému podle SSADM
Studie proveditelnosti byly realizovány:
1. Jako produkt. Nezávisle na implementovaném informačním systému,
2. Před každou implementací FortIS, nebo EIS.

Výsledkem bylo:
- komplexní mapování toku informaci v organizaci,
- vyhotoveni variant proveditelnosti informačního systému,
- finanční analýza nákladů a přínosů,
- analýza dopadů,
- návrh optimalizace nákladů a časového rozloženi realizace lS.[7]

### Realizace projektů informačních technologii na klíč
Základem bylo:
- projektové řízení,
- analytické práce s využitím prostředků CASE a metodologie analýzy,
- programátorské práce s převažujícím zaměřením na prostředí Uniface, lnformix 4GL, Visual Basic.[7]

### Připojení k síti Internet
V červnu 1996 byla společnost Final Software připojena k uzlu společnosti CESNET, který byl na VŠB–TU v Ostravě Porubě. Prostřednictvím tohoto připojení byly poskytovány internetové služby v rámci budovy Merkur C v Havířově.

## Technologičtí partneři
Spolupráce s technologickými partnery probíhala ve spolupráci s partnery zastupující danou technologii v ČR.

### Hardware
- Compaq (pracovní stanice), Digital Equipment (servery Alpha AXP), Hewlett-Packard (servery HP 9000), IBM (servery RS/6000, AS/400), Wyse Technology (servery, terminály).[7]

### Software
- AT&T (operační systém Unix), Informix Corporation (relační databáze Informix, vývojové prostředí Informix 4GL), Microsoft (relační databáze SQL, vývojové prostředí Visual Basic, operační systémy, kancelářský software), Speedware Corporation (programovací prostředí Media), Sybase Corporation (relační databáze Sybase), Uniface (programovací prostředí Uniface).[7]

### Služby
- CESNET (internet)

### Informační systémy (do roku 1994)
BAŤA, akciová společnost (Zlín), Hrušovská chemická společnost, spol. s r. o. (Ostrava-Hrušov), Moravské chemické závody, akciová společnost (Ostrava-Mariánské Hory), J.Porkert, a.s. slévárna a strojírna Skuhrov n. Bělou (Holice), Městská poliklinika Hrabůvka, a.s. (Ostrava-Hrabůvka), Konvent sester alžbětinek v Jablunkově (Jablunkov), Handihelp - sdružení organizací zdravotně postižených ČR, Revírní bratrská pokladna v Ostravě (Ostrava-Michálkovice).

### FortIS
BOCHEMIE s.r.o. (Bohumín), DELTAX Systems a.s. (Praha), Moravskočeská investiční společnost, a.s. (Ostrava).

### Studie proveditelnosti
POLDI OCEL, s.r.o. (Kladno), Městský úřad Havířov (Havířov), TEPLOTECHNA Olomouc, inženýring, spol.s r.o. (Olomouc).

### Informační technologie na klíč
Vojenská zdravotní pojišťovna České republiky (Praha).